# NGC 3339
Désignations
NGC 3339 est une étoile située dans la constellation du Sextant. L'astronome allemand Albert Marth a enregistré la position de cette étoile 30 janvier 1865.
Note : selon la base de données NASA/IPAC, NGC 3339 est une étoile, mais on y retrouve curieusement pour celle-ci les caractéristiques d'une galaxie, sa vitesse radiale, son dimètre, etc. De plus, la base de données astronomique Simbad considère que NGC 3339 et NGC 3340 sont une seule et même galaxie.